# Beauquesne
Beauquesne là một xã ở tỉnh Somme, vùng Hauts-de-France, Pháp.
Thị trấn này tọa lạc tại giao lộ của các đường D23 và D31, 17 dặm Anh về phía bắc của Amiens

## Dân số
| 1962                                                           | 1968 | 1975 | 1982 | 1990 | 1999 |
| -------------------------------------------------------------- | ---- | ---- | ---- | ---- | ---- |
| 1242                                                           | 1265 | 1194 | 1139 | 1147 | 1176 |
| Số liệu điều tra dân số từ năm 1962, dân số không tính hai lần |      |      |      |      |      |